# Petr Yan
Petr Evgenyevich Yan (Dudinka, 11 de febrero de 1993) es un artista marcial mixto ruso que actualmente compite en la categoría de peso gallo en Ultimate Fighting Championship (UFC), donde fue Campeón Mundial de Peso Gallo de UFC. Previamente compitió en Absolute Championship Berkut, donde fue Campeón de Peso Gallo de ACB. Actualmente está en la posición #3 del ranking de peso gallo de UFC.

## Primeros años
Yan es hijo de un padre georgiano-chino y una madre rusa. En sexto grado, Yan comenzó a entrenar en ITF Taekwon-do y participaba seguido en peleas callejeras y en la escuela de su área, así que su familia se mudaba seguido para prevenir esto. El hermano mayor de Yan entrenó boxeo en la ciudad de Dudinka, Krai de Krasnoyarsk, y Petr quiso aprender a boxear también. Pero su hermano mayor inicialmente se rehusó a llevar a Petr a entrenar con él, por lo que Petr decidía escabullirse y seguir a su hermano para aprender a boxear. Desde entonces, Petr entrenó boxeo por 8 años y logró el rango de Master of Sport en Boxeo en la categoría de 64 kg. Petr Yan también se graduó de la Universidad Federal Siberiana en la ciudad de Omsk con una maestría en Cultura Física y Deporte.

## Carrera de artes marciales mixtas

### Carrera temprana
Yan debutó en MMA en Eurasian Fighting Championship - Baikal Fight en diciembre de 2014. Ganó su debut por nocaut en el tercer asalto sobre Murad Bakiev, quien también era un debutante. En 2015, Yan firmó un contrato con la promoción rusa Absolute Championship Berkut. Yan enfrentó su debut en la promoción a Renato Velame, quien en ese momento, ya tenía 26 pelea progesionales en MMA. Sin embargo, Yan ganó la pelea por decisión unánime.
En la tercera pelea de In Yan, enfrentó y venció a Kharon Orzumiev por sumisión en el primer asalto en sólo 47 segundos. En su siguiente pelea, Yan noqueó a Artur Mirzakhanyan en el primer asalto en Professional Fight Night 10: Russia Cup.

### Absolute Championship Berkut
El 24 de octubre de 2015, Yan enfrentó a Murad Kalamov y ganó la pelea por decisión unánime. Esta victoria le garantizó una oportunidad para enfrentar a Magomed Magomedov por el Campeonato de Peso Gallo de ACB.
Yan enfrentó a Magomed Magomedov el 26 de marzo de 2016, en Moscú en ACB 32: "The Battle of Lions". Magomedov ganó la pelea y el título inaugural por una controversial decisión dividida. El presidente de ACB, Mairbek Khasiev expresó el deseo de programar una revancha por el controversial resultado. Aunque Yan perdió, esta pelea fue votada como la mejor pelea de ACB del año 2016.
Luego de su primera derrota profesional, Yan regresó para enfrentar a Ed Arthur en ACB 41: Path to Triumph, en Sochi. Ganó la pelea por decisión unánime.
Yan tuvo la revancha con Magomed Magomedov el 15 de abril de 2017, en ACB 57: Payback in Moscow. Ganó la pelea y el título por decisión unánime.
Como la primera defensa de su título de peso gallo de ACB, Yan enfrentó a Matheus Mattos en ACB: 71 in Moscow. Ganó la pelea por KO en el tercer asalto.

### Ultimate Fighting Championship

#### 2018
Yan firmó un contrato con Ultimate Fighting Championship en enero de 2018.
Yan hizo su debut contra Teruto Ishihara el 23 de junio de 2018 en UFC Fight Night 132. Ganó la pelea por nocaut técnico en el primer asalto.
Yan estaba programado para enfrentarse al número 14 del ranking de aquel entonces, Douglas Silva de Andrade, el 15 de septiembre de 2018 en UFC Fight Night 136. Sin embargo, Andrade se retiró de la pelea el 9 de agosto tras una lesión en el pie y fue reemplazado por Jin Soo Son. En el pesaje, Son pesó una libra por encima del límite de las 136 libras del peso gallo en peleas no titulares y fue multado con el 20% de su pago. Yan ganó la pelea por decisión unánime. Tras el combate recibió el premio de Pelea de la Noche.
La pelea de peso gallo entre Yan y Douglas Silva de Andrade fue reprogramada para el UFC 232 el 29 de diciembre de 2018. Ganó la pelea por nocaut técnico en la segunda ronda después de que la esquina de De Andrade detuviera la pelea.

#### 2019
El 10 de enero de 2019, Yan reveló en las redes sociales que había firmado un nuevo contrato de cuatro peleas con UFC. Yan se enfrentó a John Dodson el 23 de febrero de 2019 en el UFC Fight Night 145. Yan ganó la pelea por decisión unánime, luego de aterrizar fuertes golpes y patadas mientras Dodson estaba contra la jaula.
Yan se enfrentó a Jimmie Rivera el 8 de junio de 2019 en UFC 238. Ganó la pelea por decisión unánime.
El 26 de junio se informó que Yan tuvo que ser operado por una sinovitis en el codo izquierdo.
Yan enfrentó a Urijah Faber el 14 de diciembre de 2019 en el UFC 245. Después de dominar en gran medida los intercambios de golpes y derribar a Faber en el segundo asalto, Yan finalmente ganó la pelea por nocaut en el tercer asalto. Tras la victoria, recibió el premio de Actuación de la Noche.

#### 2020: Campeonato Mundial de Peso Gallo de UFC
Después de la defensa del título exitosa de Henry Cejudo contra Dominick Cruz en UFC 249, este anunció que se retiraría de las artes marciales mixtas y dejó vacante el Campeonato de peso gallo de UFC. Luego, Yan se enfrentó al ex campeón de peso pluma de WEC y UFC, José Aldo, por el campeonato vacante el 12 de julio de 2020 en el UFC 251. Ganó la pelea por nocaut técnico en el quinto asalto.

#### 2021
Se esperaba que Yan hiciera su primera defensa del título contra Aljamain Sterling el 12 de diciembre de 2020 en UFC 256. Sin embargo, el 22 de noviembre se anunció que el combate fue cancelado de la cartelera de UFC 256 y la pelea fue reprogramada el 6 de marzo de 2021 en UFC 259. Perdió el combate por descalificación en el cuarto asalto debido a un rodillazo ilegal, perdiendo el Campeonato de Peso Gallo de UFC. Dos jueces tenían a Yan arriba 29-28 y uno tenía a Sterling arriba 29-28 antes del rodillazo ilegal.
Se esperaba que la revancha con Sterling tuviera lugar el 30 de octubre de 2021 en UFC 267. Sin embargo, el 25 de septiembre, Sterling se retiró del evento por problemas de cuello. Cory Sandhagen entró como sustituto, en una pelea por el Campeonato Interino del Peso Gallo de UFC. Yan ganó la pelea por decisión unánime, convirtiéndose en el Campeón Interino de Peso Gallo de UFC.

#### 2022
Yan enfrentó al campeón Aljamain Sterling en una revancha por el título de peso gallo de UFC el 9 de abril de 2022, en UFC 273. Perdió la pelea por decisión dividida y de forma polémica, puesto que muchos aficionados daban por ganador al ruso y además Dana White declaró que era una pelea mal puntuada y criticó a los jueces de manera pública.
Yan enfrentó a Sean O’Malley el 22 de octubre de 2022 en UFC 280. Perdió la pelea por una muy controversial decisión dividida. 26 de 26 medios especializados le dieron la pelea a Yan.

#### 2023
Yan enfrentó a Merab Dvalishvili el 11 de marzo de 2023, en la estelar de UFC Fight Night: Yan vs. Dvalishvili. Perdió la pelea por decisión unánime.
Yan estaba programado para encabezar UFC Fight Night 233 contra Song Yadong el 9 de diciembre de 2023. Sin embargo, Yan se retiró de la pelea por una lesión y fue reemplazado por Chris Gutiérrez.

#### 2024
Yan enfrentó a Song Yadong el 9 de marzo de 2024, en UFC 299. Ganó la pelea por decisión unánime. 
Yan enfrentó al dos veces ex-Campeón Mundial de Peso Mosca de UFC Deiveson Figueiredo el 23 de noviembre de 2024, en la estelar de UFC Fight Night 248. Ganó la pelea por una dominante decisión unánime.

## Vida personal
Yan y su esposa tienen dos hijos.

## Campeonatos y logros

### Artes marciales mixtas
- Ultimate Fighting Championship
  - Campeonato Mundial de Peso Gallo de UFC (Una vez)[61]
  - Pelea de la Noche (Tres veces) vs. Jin Soo Son, Cory Sandhagen, Sean O'Malley[62][63][64]
  - Actuación de la Noche (Una vez) vs. Urijah Faber[65]
  - Campeonato Interino de Peso Gallo de UFC (Una vez)[66]
  - Empatado por la segunda racha de victorias más larga en la historia de la división de peso gallo de UFC (7)[67]
  - Empatado (con Marlon Vera) por la mayor cantidad de knockdowns en la historia de la división de peso gallo de UFC (10)

- Absolute Championship Berkut
  - Campeonato de Peso Gallo de ACB
  - Campeón del Grand Prix de Peso Gallo de ACB de 2015

- Crypto.com
  - Fan Bonus of the Night vs. Aljamain Sterling[68]

- MMADNA.nl
  - Debutante Europeo del Año 2018[69]

## Récord en artes marciales mixtas
| Récord profesional | Récord profesional | Récord profesional |
| 24 peleas          | 19 victorias       | 5 derrotas         |
| ------------------ | ------------------ | ------------------ |
| Nocaut             | 7                  | 0                  |
| Sumisión           | 1                  | 0                  |
| Decisión           | 11                 | 4                  |
| Descalificación    | 0                  | 1                  |

| Resultado | Récord | Oponente                 | Método                             | Evento                                  | Fecha                    | Ronda | Tiempo | Localización          | Notas                                                                   |  |
| Victoria  | 19-5   | Marcus McGhee            | Decisión (unánime)                 | UFC on ABC: Whittaker vs. de Ridder     | 26 de julio de 2025      | 3     | 5:00   | Abu Dhabi             |                                                                         |  |
| Victoria  | 18–5   | Deiveson Figueiredo      | Decisión (unánime)                 | UFC Fight Night: Yan vs. Figueiredo     | 23 de noviembre de 2024  | 5     | 5:00   | Macao                 |                                                                         |  |
| Victoria  | 17–5   | Song Yadong              | Decisión (unánime)                 | UFC 299                                 | 9 de marzo de 2024       | 3     | 5:00   | Miami, Florida        |                                                                         |  |
| Derrota   | 16–5   | Merab Dvalishvili        | Decisión (unánime)                 | UFC Fight Night: Yan vs. Dvalishvili    | 11 de marzo de 2023      | 5     | 5:00   | Las Vegas, Nevada     |                                                                         |  |
| Derrota   | 16–4   | Sean O'Malley            | Decisión (dividida)                | UFC 280                                 | 22 de octubre de 2022    | 3     | 5:00   | Abu Dhabi             | Pelea de la Noche.                                                      |  |
| Derrota   | 16–3   | Aljamain Sterling        | Decisión (dividida)                | UFC 273                                 | 9 de abril de 2022       | 5     | 5:00   | Jacksonville, Florida | Por el Campeonato de Peso Gallo de UFC.                                 |  |
| Victoria  | 16–2   | Cory Sandhagen           | Decisión (unánime)                 | UFC 267                                 | 30 de octubre de 2021    | 5     | 5:00   | Abu Dhabi             | Ganó el Campeonato Interino de Peso Gallo de la UFC. Pelea de la Noche. |  |
| Derrota   | 15–2   | Aljamain Sterling        | Descalificación (rodillazo ilegal) | UFC 259                                 | 6 de marzo de 2021       | 4     | 4:29   | Las Vegas, Nevada     | Perdió el Campeonato de Peso Gallo de UFC.                              |  |
| Victoria  | 15–1   | José Aldo                | TKO (golpes)                       | UFC 251                                 | 12 de julio de 2020      | 5     | 3:24   | Abu Dabi              | Ganó el Campeonato Vacante de Peso Gallo de UFC.                        |  |
| Victoria  | 14–1   | Urijah Faber             | KO (patada a la cabeza)            | UFC 245                                 | 14 de diciembre de 2019  | 3     | 0:43   | Las Vegas, Nevada     | Actuación de la Noche.                                                  |  |
| Victoria  | 13–1   | Jimmie Rivera            | Decisión (unánime)                 | UFC 238                                 | 8 de junio de 2019       | 3     | 5:00   | Chicago, Illinois     |                                                                         |  |
| Victoria  | 12–1   | John Dodson              | Decisión (unánime)                 | UFC Fight Night: Błachowicz vs. Santos  | 23 de febrero de 2019    | 3     | 5:00   | Praga                 |                                                                         |  |
| Victoria  | 11–1   | Douglas Silva de Andrade | TKO (parada de la esquina)         | UFC 232                                 | 29 de diciembre de 2018  | 2     | 5:00   | Inglewood, California |                                                                         |  |
| Victoria  | 10–1   | Jin Soo Son              | Decisión (unánime)                 | UFC Fight Night: Hunt vs. Oliynyk       | 15 de septiembre de 2018 | 3     | 5:00   | Moscú                 | Pelea en peso pactado (137 lbs); Son no dio el peso. Pelea de la Noche. |  |
| Victoria  | 9–1    | Teruto Ishihara          | KO (golpes)                        | UFC Fight Night: Cowboy vs. Edwards     | 23 de junio de 2018      | 1     | 3:28   | Kallang               |                                                                         |  |
| Victoria  | 8–1    | Matheus Mattos           | TKO (golpe)                        | ACB 71: Moscow                          | 23 de septiembre de 2017 | 3     | 2:27   | Moscú                 | Defendió el Campeonato de Peso Gallo de ACB.                            |  |
| Victoria  | 7–1    | Magomed Magomedov        | Decisión (unánime)                 | ACB 57: Payback                         | 15 de abril de 2017      | 5     | 5:00   | Moscú                 | Ganó el Campeonato de Peso Gallo de ACB.                                |  |
| Victoria  | 6–1    | Ed Arthur                | Decisión (unánime)                 | ACB 41: The Path to Triumph             | 15 de julio de 2016      | 3     | 5:00   | Sochi                 |                                                                         |  |
| Derrota   | 5–1    | Magomed Magomedov        | Decisión (dividida)                | ACB 32: The Battle of the Lions         | 26 de marzo de 2016      | 5     | 5:00   | Moscú                 | Por el Campeonato Inaugural de Peso Gallo de ACB.                       |  |
| Victoria  | 5–0    | Murad Kalamov            | Decisión (unánime)                 | ACB 24: Grand Prix 2015 Finals Stage 2  | 24 de octubre de 2015    | 3     | 5:00   | Moscú                 | Ganó el Grand Prix de Peso Gallo de ACB.                                |  |
| Victoria  | 4–0    | Artur Mirzakhanyan       | TKO (golpes)                       | Professional Fight Night 10: Russia Cup | 5 de julio de 2015       | 1     | 2:40   | Omsk                  |                                                                         |  |
| Victoria  | 3–0    | Kharon Orzumiev          | Sumisión (guillotine choke)        | ACB 19: Baltic Challenge                | 30 de mayo de 2015       | 1     | 0:47   | Kaliningrad           | Semifinal del Grand Prix de Peso Gallo de ACB.                          |  |
| Victoria  | 2–0    | Renato Velame            | Decisión (unánime)                 | ACB 14: Grand Prix Berkut 2015 Stage 1  | 28 de febrero de 2015    | 3     | 5:00   | Grozny                | Cuarto final del Grand Prix de Peso Gallo de ACB.                       |  |
| Victoria  | 1–0    | Murad Bakiev             | KO (golpe)                         | Siberian League: Baikal Cup 2014        | 20 de diciembre de 2013  | 3     | 0:45   | Irkutsk               |                                                                         |  |